# Lee (Nowy Jork)
Lee – miasto w Stanach Zjednoczonych, w stanie Nowy Jork, w hrabstwie Oneida.